# Instituto Nacional de Investigación de Medicina China
El Instituto Nacional de Investigación de Medicina China (NRICM en inglés; en chino tradicional: 國家中醫藥研究所 Guójiā Zhōng Yīyào Yánjiū Suǒ, y anteriormente: 國立中國醫藥研究所 Guólì Zhōngguó Yīyào Yánjiū Suǒ: Instituto Nacional de Medicina China) es un centro de investigación a cargo de la investigación, experimentación y desarrollo de la medicina china ubicado en el distrito de Beitou, en Taipéi, Taiwán y funciona bajo la dirección del Ministerio de Educación de la República de China. Es el centro de investigación de medicina herbolaria china más grande de Taiwán.

## Historia
En marzo de 1956, el Ejecutivo Yuan aprobó el Proyecto de Ley de Educación en Medicina China para establecer una escuela de medicina china y establecer una organización de investigación. En 1957, se estableció la oficina preparatoria del Instituto de Investigación de Medicina China en Taipéi. El Instituto Nacional de Investigación de Medicina China se estableció formalmente el 22 de octubre de 1963 y pertenece al Departamento de Salud. Desde el 23 de julio de 2013, el instituto pasó a depender del Ministerio de Educación.

## Directores
1. Li, Huan-shen (1963-1979)
2. Liu, Guo-zhu (1979-1988)
3. Chen, Chieh-fu (1988-2004)
4. Wu, Tsung-neng (2004)
5. Wu, Tian-shung (2004-2007)
6. Lee, Te-chang (2007-2009)
7. Huang, Yi-tsau (2009-2016)
8. Guh, Jih-Hwa (2016-2018)
9. Chang, Fang-Rong (2018-2020)
10. Su, Yi-Chang (2020-)

## Transporte
Se puede acceder al centro de investigación a poca distancia a pie al norte de la estación Shipai del metro de Taipei .